# Staatliche Akademie für Kommunalwirtschaft Charkiw

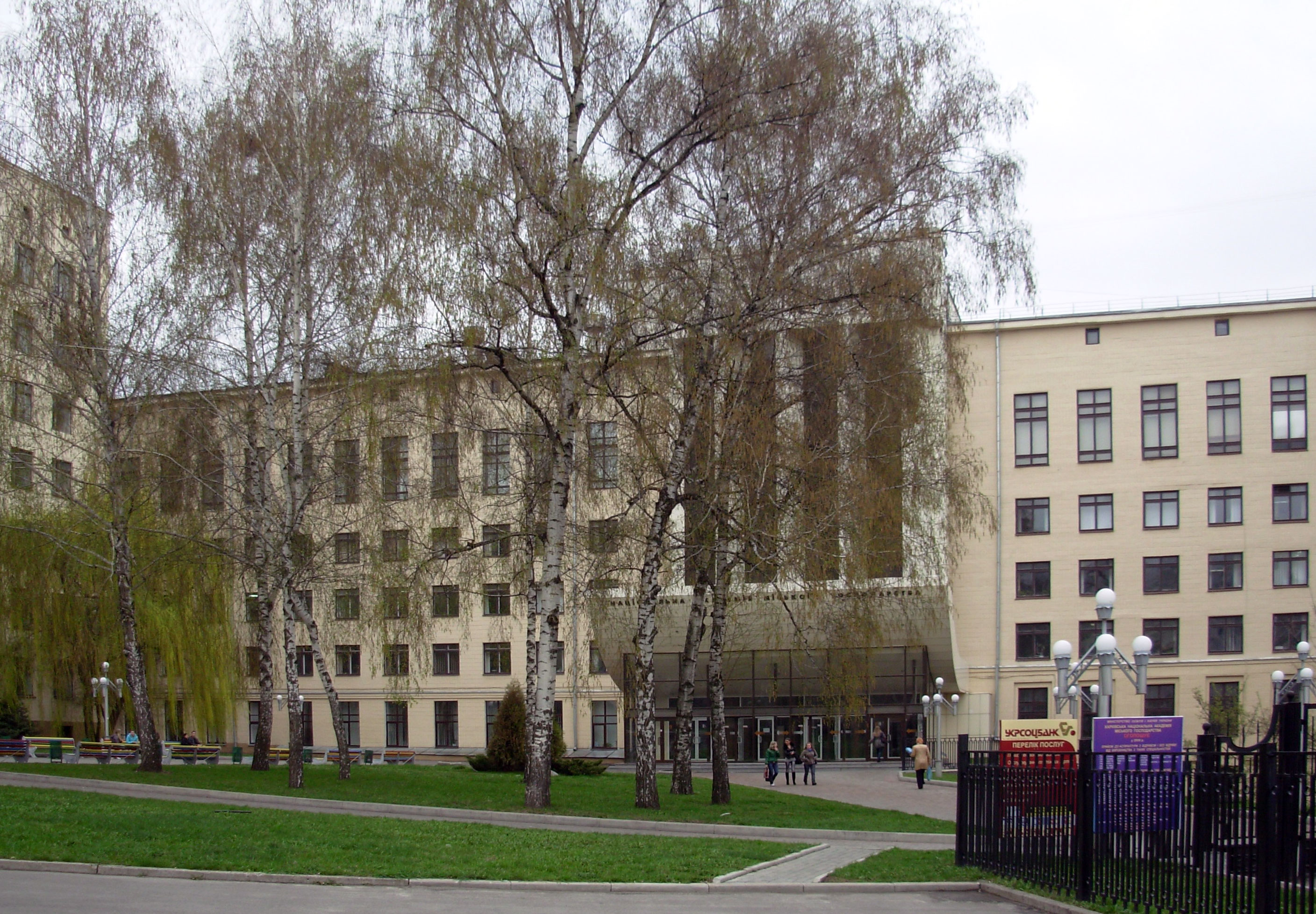
Das Hochschulgebäude (2010)

Die Staatliche Akademie für Kommunalwirtschaft Charkiw (ukrainisch: Харківська національна академія міського господарства; englisch: Kharkiv State Academic of Municipal Economy) ist eine Hochschule in der ostukrainischen Stadt  Charkiw. Sie bietet Ausbildungsgänge in den Bereichen kommunale Verwaltung, Bau, Verkehr, Elektrizität, Stadtökologie, Hotellerie und Tourismus an. An der 1922 gegründete Hochschule sind rund 20.000 Studenten eingeschrieben.